# Erquery
Erquery est une commune française située dans le département de l'Oise, en région Hauts-de-France. Ses habitants sont appelés les Ercuriens et les Ercuriennes.

## Géographie

### Description
Erquery est un village rural picard du Clermontois situé à 55 kilomètres au sud d'Amiens, à 27 kilomètres à l'est de Beauvais, à 27 kilomètres à l'ouest de Compiègne, 5 km au nord-est de Clermont  et à 61 kilomètres au nord de Paris.
En 1838, Louis Graves indiquait que le territoire de la commune « est traversé du-nord au midi par un vallon dépourvu d'eau ; le chef-lieu est sur la colline à l'ouest de ce ravin; il comprend quatre rues et une large place garnie d'arbres; toutes les pentes du territoire sont exposées au Midi; le pays est d'une culture difficile ».

### Communes limitrophes
|            | Lamécourt     |                          |
| Airion     | Erquery       | Saint-Aubin-sous-Erquery |
| Fitz-James | Breuil-le-Sec |                          |

### Géologie et relief

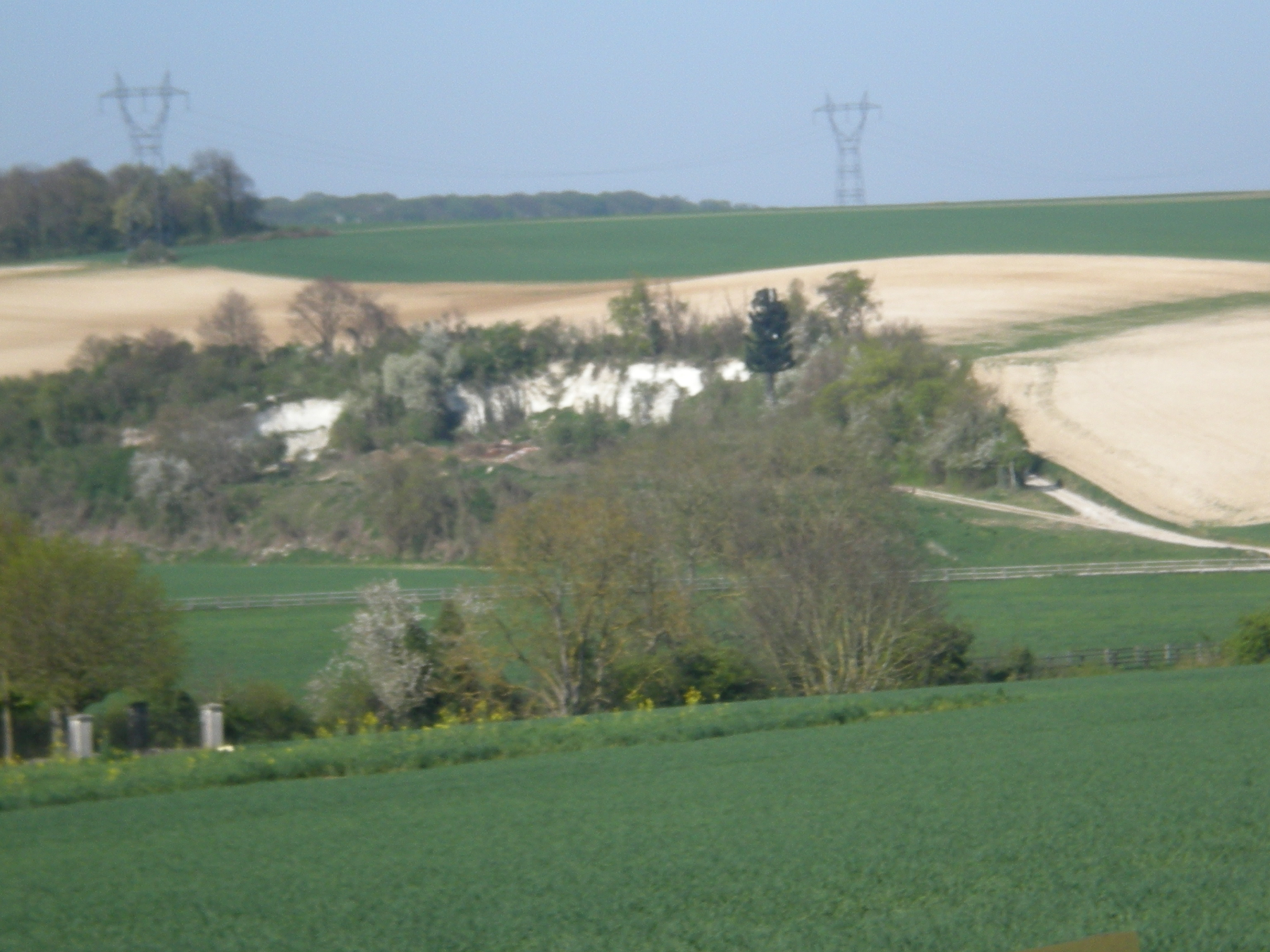
L'ancienne carrière d'Erquery, à l'est de la commune.

La commune s'étend entre 57 mètres d'altitude sur les bords de la Béronnelle, au sud-ouest et 135 mètres aux limites des communes de Lamécourt et de Saint-Aubin-sous-Erquery, au nord-est. Le centre du village se situe à 107 mètres d'altitude et le hameau de Villers à 71 mètres. Le cimetière se trouve à 103 mètres et le bois communal entre 98 et 116 mètres. Le lieu-dit « le Saint-Ladre » se situe à 114 mètres d'altitude. Le territoire est traversé au nord au sud par un vallon dépourvu d'eau. Le chef-lieu est sur la colline à l'ouest de ce ravin.
La craie contient beaucoup de fossiles, notamment à Erquery. Les cailloux sont brisés en petits fragments, tel qu'on le voit entre le village et Airion. On remarque également des dépôts d'argile fine, peu compacte, de couleur fauve. L'argile à silex fait son apparition sur le territoire, ainsi que la craie noduleuse comme en témoigne une ancienne carrière se trouvant à l'est du territoire. La commune se trouve en zone de sismicité 1, très faiblement exposée aux tremblements de terre.

### Hydrographie

#### Réseau hydrographique
La commune est située dans le bassin Seine-Normandie. Elle est drainée par la Béronnelle,.
La Béronnelle, d'une longueur de 13 km, prend sa source à la limite Est de la commune à une station de pompage et se jette  dans la Brêche à Mogneville, après avoir traversé six communes. Elle traverse ensuite le hameau de Villers et passe dans le vallon du fond de Béronne avant de quitter la commune pour rejoindre Fitz-James puis Liancourt où il se jettera dans la Brêche, sous-affluent de la Seine. Malgré la présence du ruisseau de la Béronnelle, aucune zone marécageuse ne se trouve autour de ce ruisseau
Une mare se situe au lieu-dit le Saint-Ladre, à la limite de la commune de Fitz-James, au nord-ouest du territoire. Les zones les moins élevées du territoire, dans le fond des différents vallons sont situées au-dessus de plusieurs nappes phréatiques sous-affleurantes.

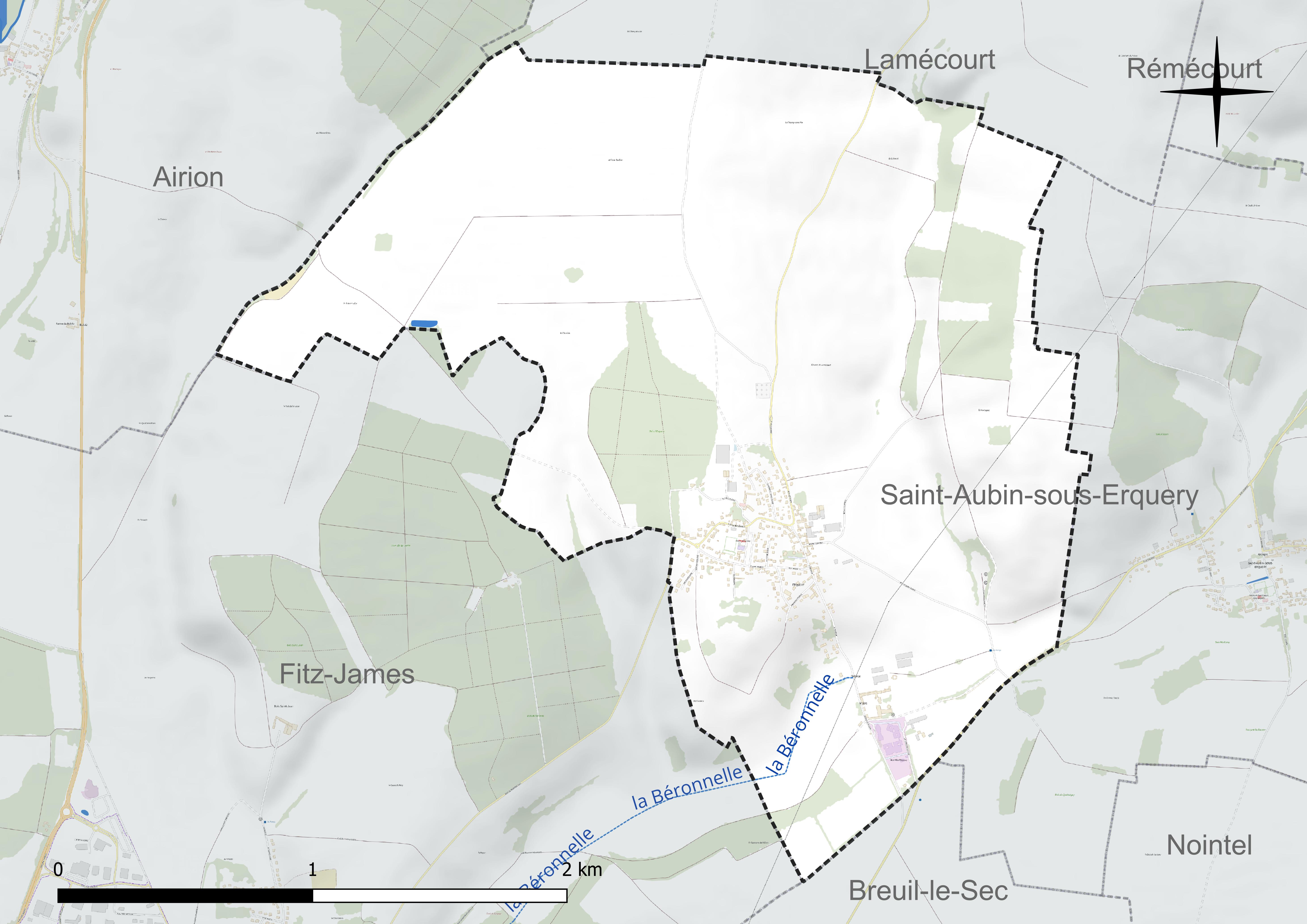
Réseau hydrographique d'Erquery.

#### Gestion et qualité des eaux
Le territoire communal est couvert par le schéma d'aménagement et de gestion des eaux (SAGE) « Sensée ». Ce document de planification concerne un territoire de 492 km2 de superficie, délimité par le bassin versant de la Brêche. Le périmètre a été arrêté le 9 février 2017 et le SAGE proprement dit a été approuvé le 25 novembre 2021. La structure porteuse de l'élaboration et de la mise en œuvre est le syndicat mixte du Bassin Versant de la Brèche (SMBVB).
La qualité des cours d'eau peut être consultée sur un site dédié géré par les agences de l'eau et l'Agence française pour la biodiversité.

### Climat
Pour des articles plus généraux, voir Climat des Hauts-de-France et Climat de l'Oise.
En 2010, le climat de la commune est de type climat océanique dégradé des plaines du Centre et du Nord, selon une étude du CNRS s'appuyant sur une série de données couvrant la période 1971-2000. En 2020, Météo-France publie une typologie des climats de la France métropolitaine dans laquelle la commune est exposée à un climat océanique et est dans la région climatique Nord-est du bassin Parisien, caractérisée par un ensoleillement médiocre, une pluviométrie moyenne régulièrement répartie au cours de l'année et un hiver froid (3 °C).
Pour la période 1971-2000, la température annuelle moyenne est de 10,6 °C, avec une amplitude thermique annuelle de 14,6 °C. Le cumul annuel moyen de précipitations est de 672 mm, avec 10,8 jours de précipitations en janvier et 8 jours en juillet. Pour la période 1991-2020, la température moyenne annuelle observée sur la station météorologique la plus proche, située sur la commune de Creil à 17 km à vol d'oiseau, est de 11,2 °C et le cumul annuel moyen de précipitations est de 662,2 mm,. Pour l'avenir, les paramètres climatiques de la commune estimés pour 2050 selon différents scénarios d'émission de gaz à effet de serre sont consultables sur un site dédié publié par Météo-France en novembre 2022.

### Milieux naturels et biodiversité

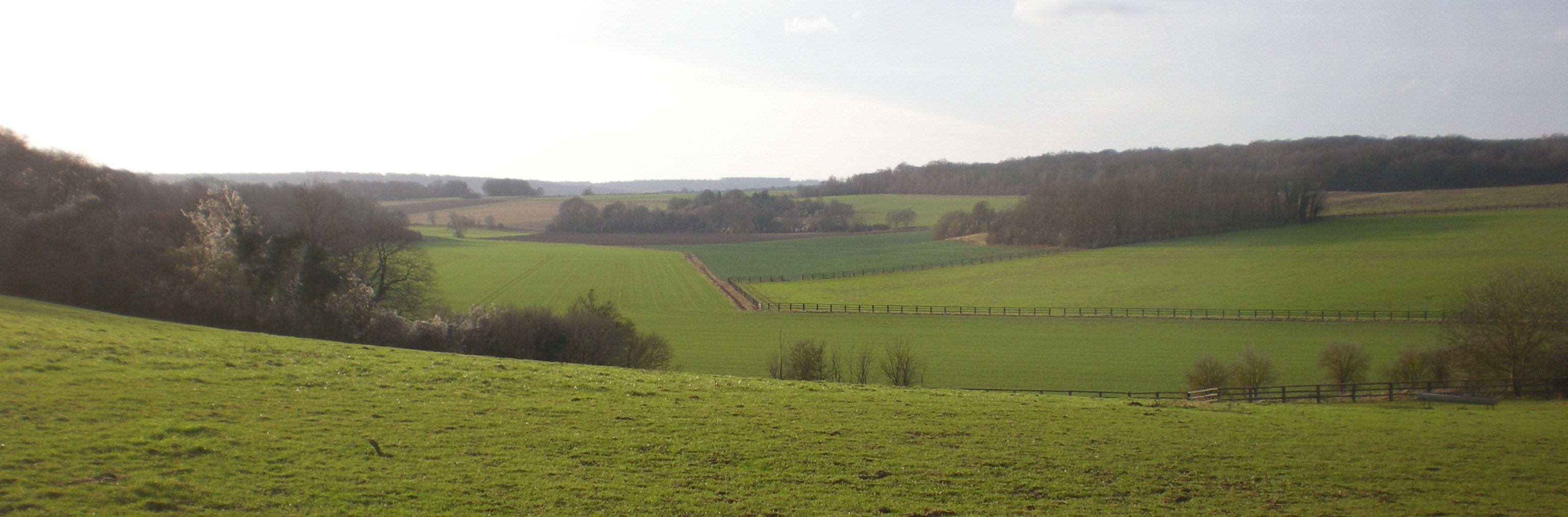
Paysage des Fonds de Béronne.

Les alentours du bois de la Frête et la parcelle boisée du Larris du Culmont sont inscrits en Zone naturelle d'intérêt écologique, faunistique et floristique de type 1,.

## Urbanisme

### Typologie
Au 1er janvier 2024, Erquery est catégorisée commune rurale à habitat dispersé, selon la nouvelle grille communale de densité à sept niveaux définie par l'Insee en 2022.
Elle est située hors unité urbaine. Par ailleurs la commune fait partie de l'aire d'attraction de Paris, dont elle est une commune de la couronne,.

### Occupation des sols
L'occupation des sols de la commune, telle qu'elle ressort de la base de données européenne d'occupation biophysique des sols Corine Land Cover (CLC), est marquée par l'importance des territoires agricoles (82,2 % en 2018), une proportion sensiblement équivalente à celle de 1990 (83 %). La répartition détaillée en 2018 est la suivante : 
terres arables (74,3 %), forêts (10,3 %), prairies (8 %), zones urbanisées (7,5 %). L'évolution de l'occupation des sols de la commune et de ses infrastructures peut être observée sur les différentes représentations cartographiques du territoire : la carte de Cassini (XVIIIe siècle), la carte d'état-major (1820-1866) et les cartes ou photos aériennes de l'IGN pour la période actuelle (1950 à aujourd'hui).

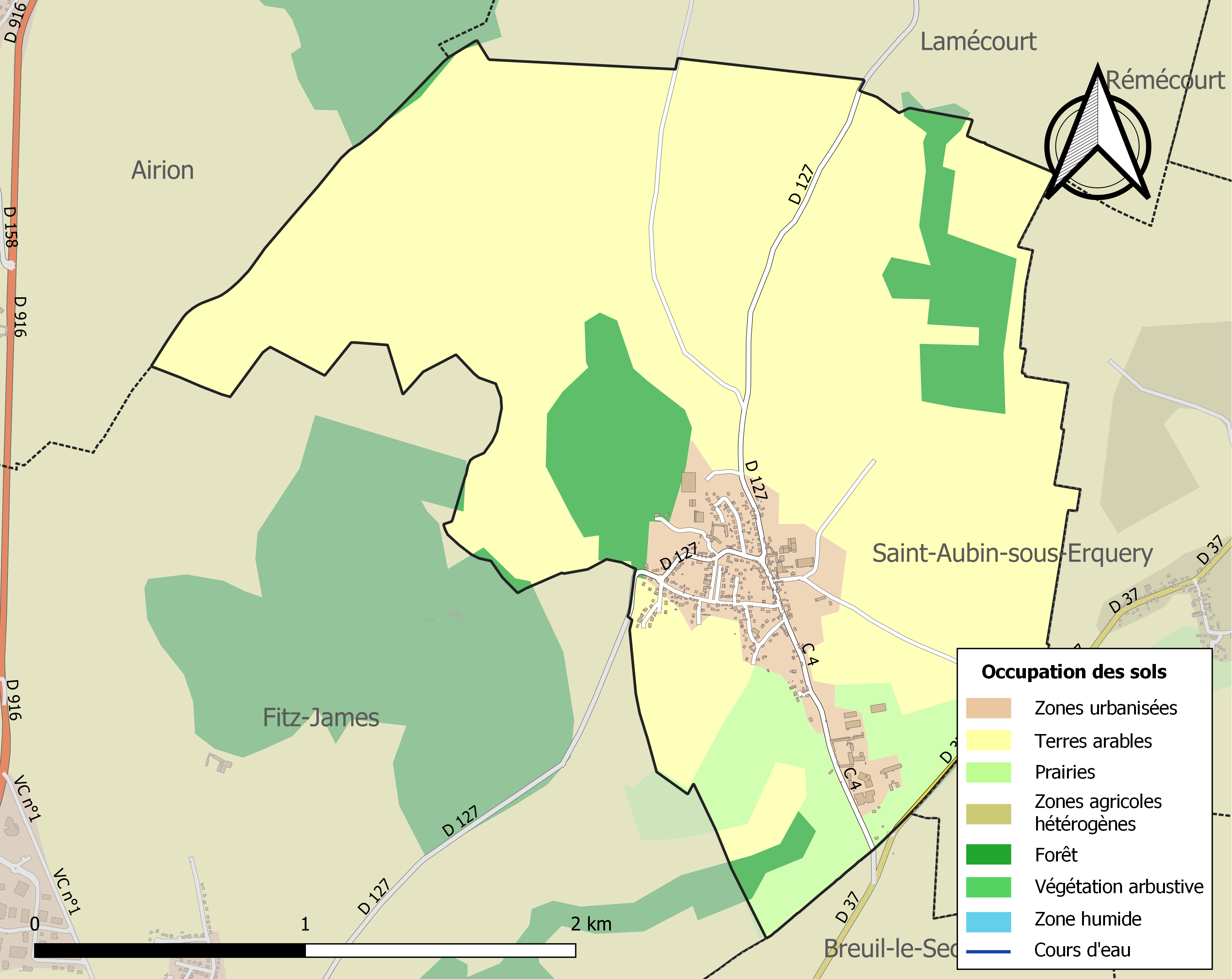
Carte des infrastructures et de l'occupation des sols de la commune en 2018 (CLC).

### Morphologie urbaine

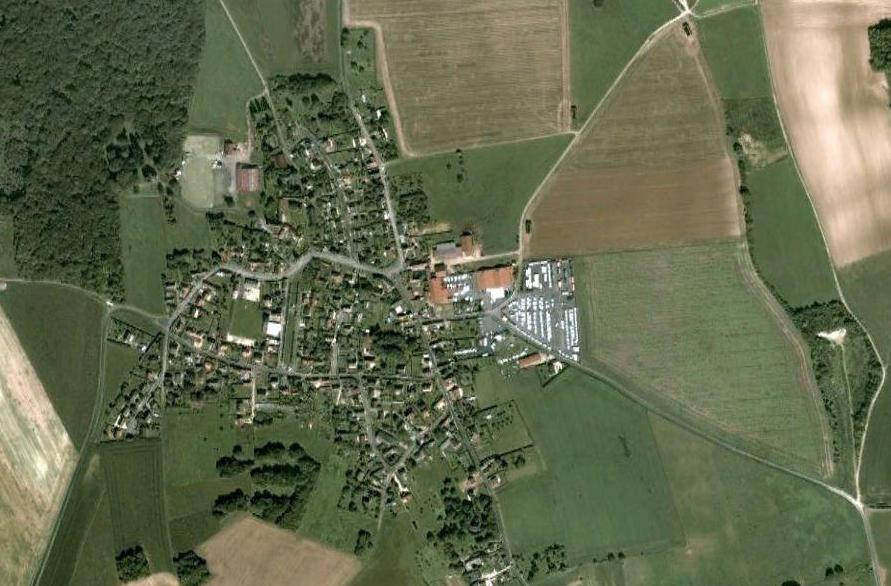
Vue aérienne du village et de ses abords (bois communal au nord-ouest, ancienne carrière de craie à l'est).

À  la fin du XIXe siècle, le village, situé au sommet d'un coteau, est caché au milieu des arbres. Cinquante-sept  maisons y étaient groupées en quatre rues : la Grande Rue, la rue de l'Herbière, la rue du Chemin d'Airion et la rue de Villers.
De nos jours, le village n'est plus entouré d'arbres et s'est étendu par quelques lotissements.

### Lieux-dits, hameaux et écarts
La commune possède deux secteurs urbanisés :
- le village d'Erquery, où se trouvent toutes les institutions communales et les foyers ;
- le hameau de Villers, occupé par une ferme, un haras et quelques habitations.

Les lieux-dits sont au nombre de six: les Cerisiers au sud ; la Montagne à l'est ; la Fosse Barbier, le Champ Sans Fin et le Culmont au nord ; le Saint-Ladre et le Chaufour à l'ouest.

### Habitat et logement
En 2019, le nombre total de logements dans la commune était de 219, alors qu'il était de 215 en 2014 et de 197 en 2009.
Parmi ces logements, 96,3 % étaient des résidences principales, 2,3 % des résidences secondaires et 1,4 % des logements vacants. Ces logements étaient pour 95,4 % d'entre eux des maisons individuelles et pour 4,6 % des appartements.
Le tableau ci-dessous présente la typologie des logements à Erquery en 2019 en comparaison avec celle de l'Oise et de la France entière. Une caractéristique marquante du parc de logements est ainsi une proportion de résidences secondaires et logements occasionnels (2,3 %) inférieure à celle du département (2,4 %) mais supérieure à celle de la France entière (9,7 %). Concernant le statut d'occupation de ces logements, 91,9 % des habitants de la commune sont propriétaires de leur logement (91,7 % en 2014), contre 61,4 % pour l'Oise et 57,5 pour la France entière.
| Typologie                                               | Erquery | Oise | France entière |
| ------------------------------------------------------- | ------- | ---- | -------------- |
| Résidences principales (en %)                           | 96,3    | 90,4 | 82,1           |
| Résidences secondaires et logements occasionnels (en %) | 2,3     | 2,4  | 9,7            |
| Logements vacants (en %)                                | 1,4     | 7,1  | 8,2            |

### Voies de communications et transports
Erquery est desservie par une route départementale et quelques routes communales : la route départementale RD 127  reliant Fitz-James à Montiers  traverse le village par les rues Jean-Jaurès, de la République et Jules-Ferry avant de rejoindre Lamécourt. La route départementale RD 37 reliant Breuil-le-Sec à Gournay-sur-Aronde passe elle  à proximité de la commune et permet de rejoindre l'agglomération de Clermont sans passer par Fitz-James. Deux autres routes communales relient Erquery aux communes voisines : la route de Saint-Aubin permet de rejoindre Saint-Aubin-sous-Erquery et les rues Pasteur et de Villers relient le village à la D 37.
La station de chemin de fer la plus proche est la  gare de Clermont-de-l'Oise, située  à 5 kilomètres environ au sud-ouest, desservie par des trains TER de la ligne TER Hauts-de-France de Paris-Nord à Amiens.
La commune est desservie, en 2023, par la ligne 6341 du réseau interurbain de l'Oise. Une navette de regroupement pédagogique intercommunal (ligne 6833) relie l'école primaire communale aux communes de Saint-Aubin-sous-Erquery, Lamécourt et Rémécourt.
Le sentier de grande randonnée 124A (GR 124A), branche du GR 124 reliant Litz à Orrouy, longe la limite nord-ouest de la commune entre Airion et Lamécourt. Le circuit n° 8 du GEP Centre Oise, appelé circuit des Neuf Fonds traverse une partie du territoire. Partant de Fitz-James, il traverse le lieu-dit le Saint-Ladre puis passe par les rues d'Airion, de la République et Pierre-et -Marie-Curie avant de quitter la commune une première fois par le lieu-dit du Champ sans Fin. L'itinéraire balisé traverse une seconde fois le territoire communal en empruntant plusieurs chemins passant par Villers et le fond de Béronne.

## Toponymie
Le nom de la localité est attesté sous les formes:
- en 1170 : Ercuri
- en 1190 : Hercherii
- en 1286 : Erqueri (également Erqueriacum, Ercuriacum, Hercherium, sans dates)

et, de nos jours ,Erquery.

## Histoire

### Moyen Âge
La cure était à la nomination du prieuré de Wariville, qui percevait les grosses dîmes du terroir dès 1170, occasionnant des procès entre le curé et les religieuses.
Le cimetière était autrefois contigu à la ferme de Villers-sous-Erquery : il s'y élevait une chapelle, fondée en 1263, qui était à la nomination de l'évêque de Beauvais. Au XVIIIe siècle, elle était déjà en ruine.

### Temps modernes

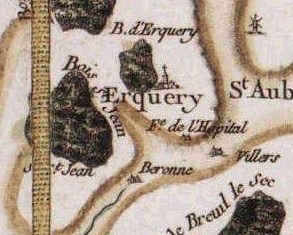
Erquery, carte de Cassini. (XVIIIe siècle)

Il y avait, entre Erquery et Airion, un hameau, appelé le Bois Saint-Ladre, dont les terres appartenaient à la léproserie de Clermont, mais, en 1641, il n'en subsistait aucune habitation.
Au XVIIe siècle, le village d'Erquery était un petit foyer protestant.
En 1711, Jeanne de Saint-Sauflieu, femme du comte de Verpigneulle, vend Erquery au maréchal de Berwick, qui l'unit à son duché de Fitz-James. En 1790, le duc de Fitz-James possède à Erquery une ferme et 822 mines de terre, et le bois d'Erquery, contenant 46 arpents.
Erquery est éprouvée par les épidémies au XVIIIe siècle : en 1780, la fièvre muqueuse y sévit pendant huit mois ; sur 80 feux, moins de dix en restent indemne et  25 habitants meurent en six semaines, dont 7 en deux jours. Heureusement, le maréchal de Fitz-James, seigneur du pays, fait fournir au malheureux bois, linges et médicaments, et en outre une livre de viande par jour de convalescents. En 1783 et 1786, nouvelles apparitions de la fièvre muqueuse,causent 18 morts à chaque fois. On ne sut à quoi attribuer ces épidémies.

### Révolution française et Empire
En 1789, le cahier de doléances des habitants d'Erquery réclame : le vote par tête, la réforme du personnel judiciaire, la suppression des huissiers-priseurs, le paiement des impôts par le clergé et la noblesse, comme par le tiers-état, la suppression de la gabelle et des aides, un règlement pour la chasse, la destruction du gibier, quand il est trop considérable, la défense de chasser dans les grains et les vignes, le versement des impôts directement au trésor royal, la suppression des ordres religieux et l'attribution de leurs biens aux bureaux de charité à établir dans chaque paroisse, l'augmentation de la maréchaussée, la défense aux charlatants de s'étaler sur les marchés pour vendre des drogues souvent contraires à la santé, la taxation des honoraires des médecins et du prix des médicaments et l'établissement de barrières de péage sur les routes. Les députés de la paroisse à l'assemblée du bailliage de Clermont sont : François Beauvais, laboureur, et François Delachapelle, vigneron.
La ferme et les terres du duc, confisquées, sont vendues le 22 nivôse an V.

### Époque moderne
Les coteaux du terroir d'Erquery, tous exposés au sud, se prêtaient à la culture de la vigne; aussi le vin d'Erquery était le plus renommé après celui de Clermont. Les vignes, qui occupaient encore 20 hectares en 1789, réduites successivement à 6 hectares en 1815 et à 1 hectare en 1836, ont complètement disparu.
La commune de Saint-Aubin-sous-Erquery, annexée à celle d'Erquery en 1828, en fut séparée en 1833.
En 1836, une carrière était exploitée sur le territoire communal, et la population vivait uniquement de l'agriculture, ce qui était toujours le cas en 1890. La ferme de Villers-Sous-Erquery, située au sud du village, formait alors une dépendance de l'hôpital pyschiatrique de Clermont ; 110 malades étaient occupés dans cette exploitation aux divers travaux agricoles.

## Politique et administration

### Rattachements administratifs et électoraux

#### Rattachements administratifs
La commune se trouve depuis 1942 dans l'arrondissement de Clermont du département de l'Oise.
Elle faisait partie depuis 1803 du canton de Clermont. Dans le cadre du redécoupage cantonal de 2014 en France, cette circonscription administrative territoriale a disparu, et le canton n'est plus qu'une circonscription électorale.

#### Rattachements électoraux
Pour les élections départementales, la commune est membre depuis 2014 d'un nouveau  canton de Clermont
Pour l'élection des députés, elle fait partie de la septième circonscription de l'Oise.

### Intercommunalité
Erquery est membre de la communauté de communes du Clermontois, un établissement public de coopération intercommunale (EPCI) à fiscalité propre créé en 2000 et auquel la commune a transféré un certain nombre de ses compétences, dans les conditions déterminées par le code général des collectivités territoriales.
Cette intercommunalité succède au district urbain de Clermont  créé en 1960.

### Administration municipale
Compte tenu de la population de la commune, son conseil municipal est constitué de 15 membres, dont le maire et ses adjoints.

### Liste des maires
| Période   | Période                   | Identité                              | Étiquette | Qualité                |
| --------- | ------------------------- | ------------------------------------- | --------- | ---------------------- |
| 1789      | 1792                      | François Beauvais                     |           |                        |
| 1792      | An VIII                   | Louis Lessueur                        |           |                        |
| An VIII   | 1820                      | François Beauvais (fils du précédent) |           |                        |
| 1820      | 1840                      | Pascal Boullanger                     |           |                        |
| 1840      | 1849                      | Jean-François Porché                  |           |                        |
| 1849      | 1865                      | Charles Masse                         |           |                        |
| 1865      | 1876                      | Charles Dumont de Sainte-Croix        |           |                        |
| 1876      | 1881                      | Auguste Estoret                       |           |                        |
| 1881      | 1887                      | François-Henri Delachapelle           |           |                        |
| 1887      | 1888                      | François-Stanislas Delachapelle       |           |                        |
| 1888      | 1909                      | Oscar-Éric Delachapelle               |           |                        |
| 1909      | 1923                      | Joseph-Arthur Morel                   |           |                        |
| 1924      | 1935                      | Joseph-Jules Delachapelle             |           |                        |
| 1935      | 1938                      | Georges Sauvage                       |           |                        |
| 1938      | 1941                      | Jules Adam                            |           |                        |
| 1941      | 1944                      | Pas de maire                          |           |                        |
| 1944      | 1945                      | Gabriel Gosse                         |           |                        |
| 1945      | 1950                      | Irénée Lagache                        |           |                        |
| 1950      | 1971                      | Henri Evrard                          |           |                        |
| 1971      | 1983                      | Jeanne Vandewalle                     |           |                        |
| 1983      | 1989                      | Michel Hardiviller                    |           |                        |
| 1989      | 1994                      | Jules Planque                         |           |                        |
| 1994      | 2008                      | Michel Le Callonnec                   |           |                        |
| mars 2008 | mai 2020                  | Gilles Mouret                         |           | Fonctionnaire          |
| mai 2020, | En cours (au 25 mai 2020) | Stéphane Lecomte                      |           | Responsable associatif |

## Équipements et services publics

### Enseignement
Les enfants de la commune sont scolarisés avec ceux de Saint-Aubin-sous-Erquery, Lamécourt et Rémécourt  dans le cadre d'un regroupement pédagogique intercommunal créé en 1998. Le village possède une école élémentaire comprenant des classes de maternelles et de CP. La classe de CE1-CE2 est située dans l'école de Saint-Aubin-sous-Erquery et la classe de CM1-CM2 est à Lamécourt.

### Santé
Erquery accueillait une annexe de l'hôpital psychiatrique de Clermont-de-l'Oise, abandonnée après la Seconde Guerre mondiale.
En 2011 est inaugurée la  Maison d'accueil spécialisée (MAS) d'Erquery, un établissement d'accueil aux handicapés qui relève du centre hospitalier isarien (CHI), à quelques mètres de l'ancienne annexe de l'hôpital de Clermont,.
L'hôpital général de Clermont est l'hôpital le plus proche du village  mais on peut noter l'hôpital de Beauvais qui est situé à 28 kilomètres et l'hôpital de Compiègne à 25 kilomètres.

### Équipements culturels
La mairie dispose d'une bibliothèque et d'une salle communale. Un comité des fêtes a été créé à cet effet.

### Équipements sportifs
Un stade est situé à l'arrière de l'école et de la mairie. Pour 2018 la municipalité a prévu la construction d'un city stade dernière génération qui viendrait sur le stade actuel.

## Population et société

### Démographie

#### Évolution démographique
L'évolution du nombre d'habitants est connue à travers les recensements de la population effectués dans la commune depuis 1793. Pour les communes de moins de 10 000 habitants, une enquête de recensement portant sur toute la population est réalisée tous les cinq ans, les populations de référence des années intermédiaires étant quant à elles estimées par interpolation ou extrapolation. Pour la commune, le premier recensement exhaustif entrant dans le cadre du nouveau dispositif a été réalisé en 2008.

En 2022, la commune comptait 592 habitants, en évolution de −4,21 % par rapport à 2016 (Oise : +0,87 %, France hors Mayotte : +2,11 %).
| 1793 | 1800 | 1806 | 1821 | 1831 | 1836 | 1841 | 1846 | 1851 |
| ---- | ---- | ---- | ---- | ---- | ---- | ---- | ---- | ---- |
| 300  | 234  | 262  | 264  | 523  | 257  | 244  | 227  | 237  |

| 1856 | 1861 | 1866 | 1872 | 1876 | 1881 | 1886 | 1891 | 1896 |
| ---- | ---- | ---- | ---- | ---- | ---- | ---- | ---- | ---- |
| 228  | 211  | 305  | 313  | 323  | 327  | 303  | 318  | 315  |

| 1901 | 1906 | 1911 | 1921 | 1926 | 1931 | 1936 | 1946 | 1954 |
| ---- | ---- | ---- | ---- | ---- | ---- | ---- | ---- | ---- |
| 299  | 323  | 309  | 247  | 285  | 341  | 940  | 566  | 933  |

| 1962 | 1968 | 1975 | 1982 | 1990 | 1999 | 2006 | 2008 | 2013 |
| ---- | ---- | ---- | ---- | ---- | ---- | ---- | ---- | ---- |
| 902  | 912  | 812  | 758  | 707  | 614  | 540  | 520  | 606  |

| 2018 | 2022 | - | - | - | - | - | - | - |
| ---- | ---- | - | - | - | - | - | - | - |
| 596  | 592  | - | - | - | - | - | - | - |

#### Pyramide des âges
En 2018, le taux de personnes d'un âge inférieur à 30 ans s'élève à 28,5 %, soit en dessous de la moyenne départementale (37,3 %). À l'inverse, le taux de personnes d'âge supérieur à 60 ans est de 26,4 % la même année, alors qu'il est de 22,8 % au niveau départemental.
En 2018, la commune comptait 312 hommes pour 284 femmes, soit un taux de 52,35 % d'hommes, largement supérieur au taux départemental (48,89 %).
Les pyramides des âges de la commune et du département s'établissent comme suit.
| Hommes | Classe d’âge | Femmes |
| ------ | ------------ | ------ |
| 0,3    | 90 ou +      | 0,7    |
| 8,0    | 75-89 ans    | 9,2    |
| 16,7   | 60-74 ans    | 18,0   |
| 31,4   | 45-59 ans    | 27,5   |
| 15,1   | 30-44 ans    | 16,2   |
| 15,7   | 15-29 ans    | 14,1   |
| 12,8   | 0-14 ans     | 14,4   |

| Hommes | Classe d’âge | Femmes |
| ------ | ------------ | ------ |
| 0,5    | 90 ou +      | 1,4    |
| 5,5    | 75-89 ans    | 7,6    |
| 15,6   | 60-74 ans    | 16,3   |
| 20,8   | 45-59 ans    | 20     |
| 19,4   | 30-44 ans    | 19,4   |
| 17,6   | 15-29 ans    | 16,2   |
| 20,6   | 0-14 ans     | 19,1   |

### Vie associative
Une communauté d'Emmaüs est implantée depuis 2005 à Erquery, pouvant accueillir, depuis une extension intervenue en 2021, 35 compagnons.

### Cultes
Pour le culte catholique, l'église d'Erquery fait partie de la paroisse de Clermont-de-l'Oise dont l'église mère est l'église Saint-Samson de Clermont.

## Culture locale et patrimoine

### Lieux et monuments
On peut signaler : 
- L'église, dédiée à Notre-Dame, située  ruelle de l'Église : une seule fenêtre du chœur et les contreforts peuvent être rapportés au XVIe siècle. Elle ne possède pas de transept. Le portail, reconstruit en 1828, supporte le clocher, reconstruit la même année est couvert d'ardoise ; il a été restauré en 1957. 
L'intérieur est lambrissé ; on y descend par deux marches[a 2]. Une statue de la Vierge à l'Enfant surnommée la Vierge aux raisins située à l'intérieur l'édifice y est classée monument historique[40].
- Le monument aux morts, rue Pasteur.
- Croix, à côté du monument aux morts.
- Calvaire en bois, route de Fitz-James.

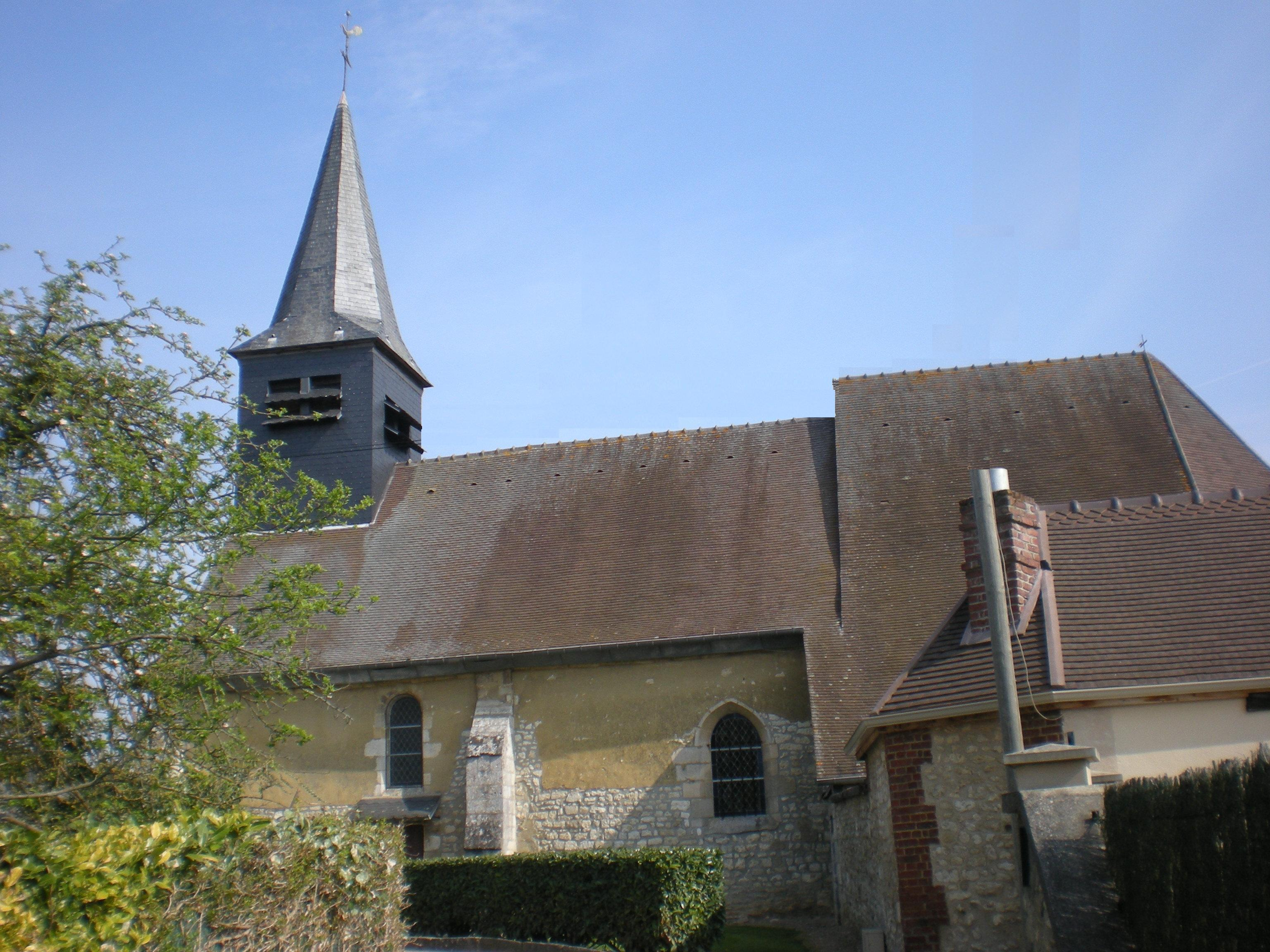
L'église Notre-Dame.
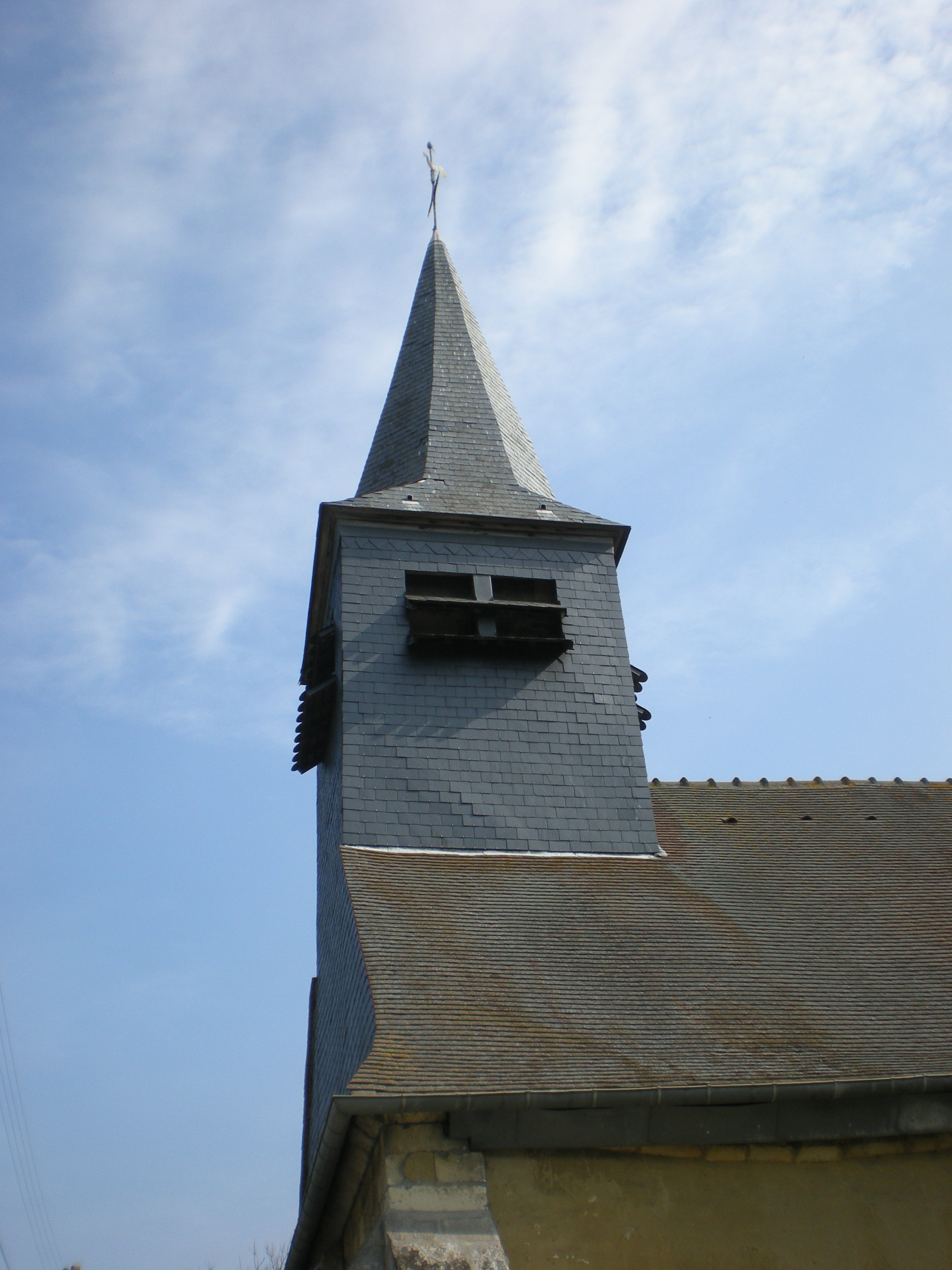
Le clocher en ardoise de l'église.
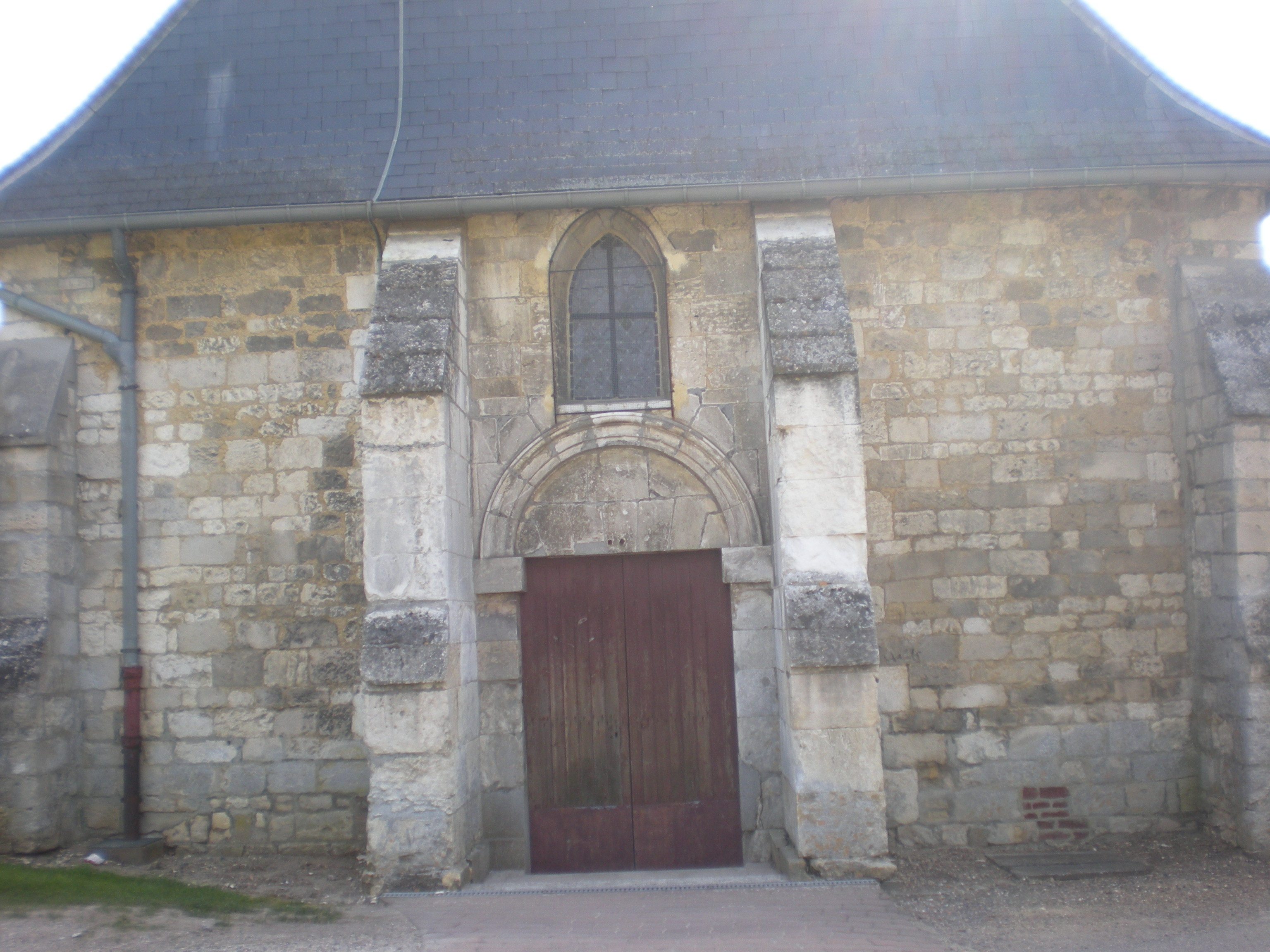
Le portail de l'église.
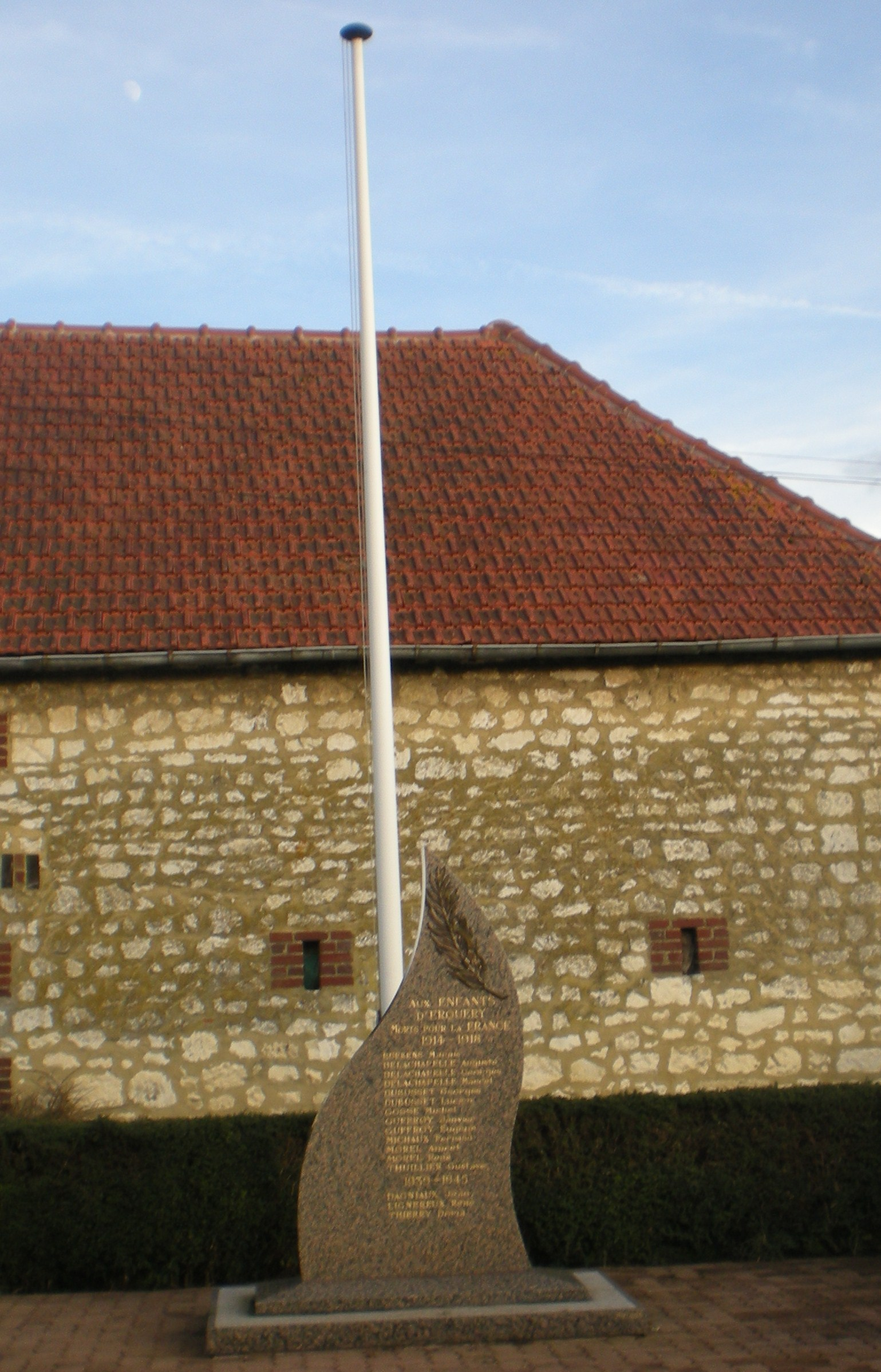
Le monument aux morts.
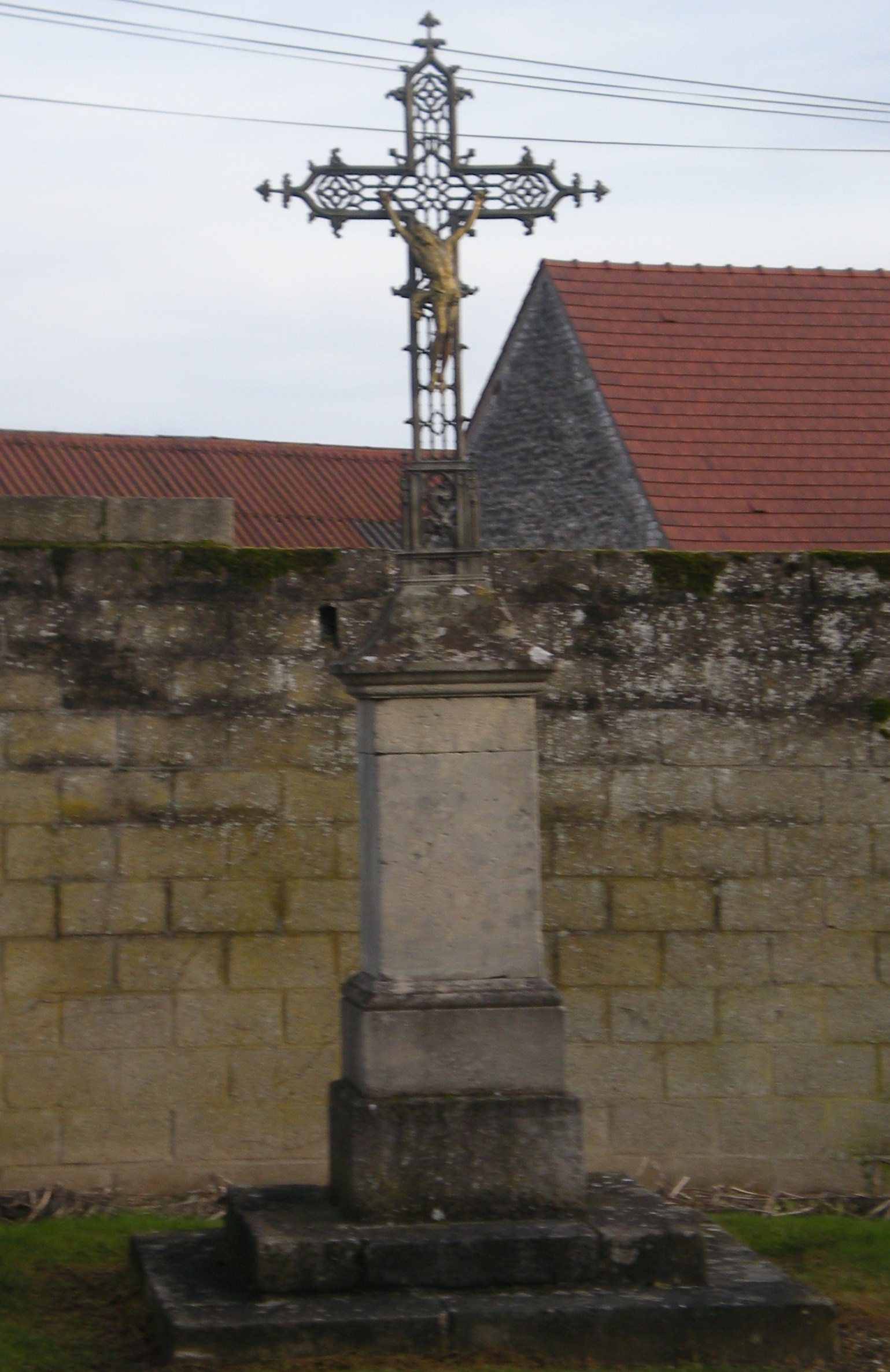
Petit calvaire.
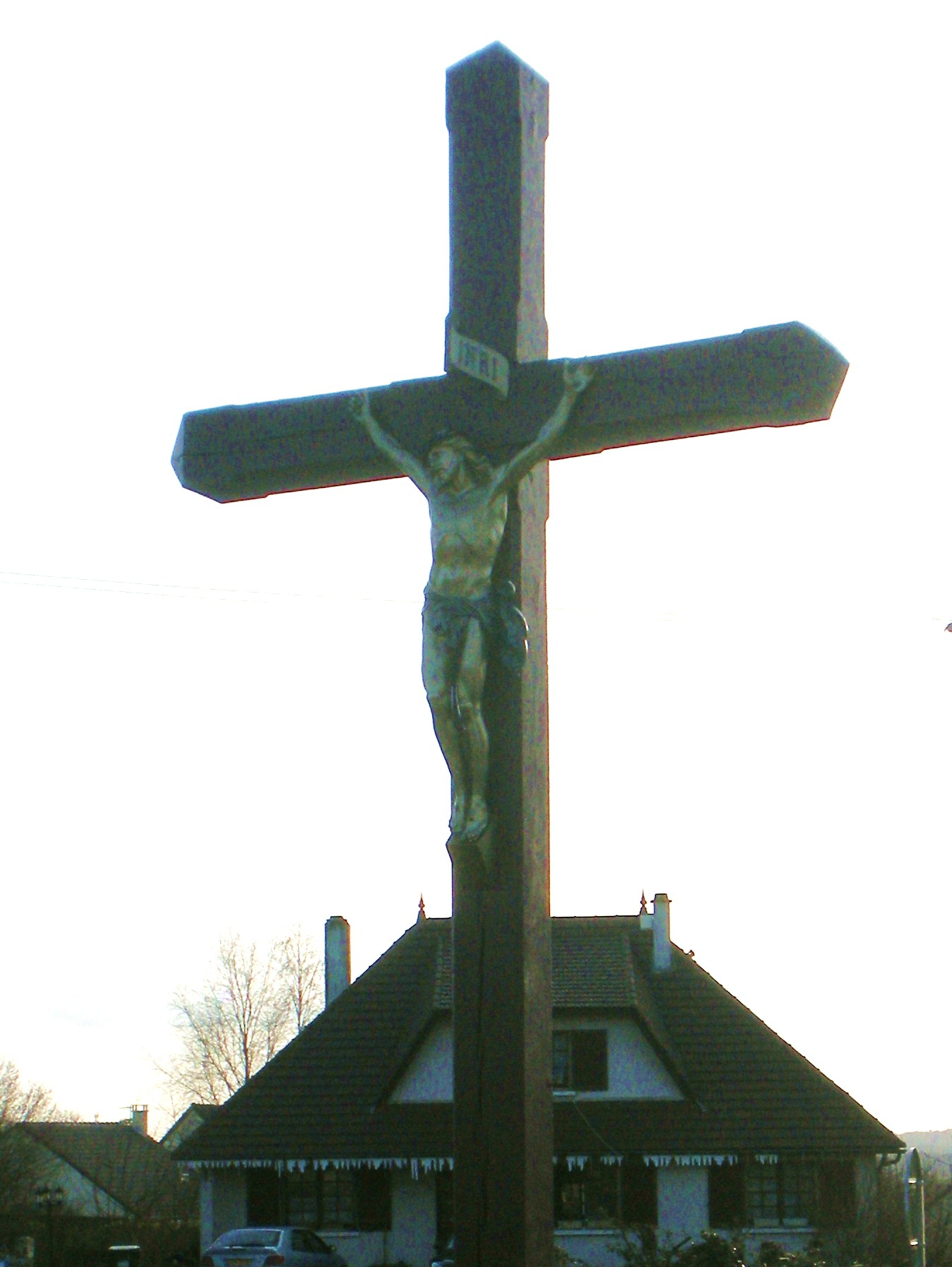
Grand calvaire.

### Personnalités liées à la commune
- Séraphine Louis, dite Séraphine de Senlis, artiste peintre, est morte d'un cancer et de faim dans l'annexe d'Erquery de l'hôpital psychiatrique de Clermont  en 1942[41].

- Erquery a donné son nom à une famille de seigneurs, importante par les hautes fonctions que plusieurs de ses membres ont exercées : Ansoult, chevalier, était seigneur d'Erquery en 1200. En 1262 c'était Simon, chevalier, seigneur d'Erquery. Parmi ses enfants, il faut citer Raoul Herpin, chevalier, sire d'Erquery, qui était grand pannetier de France dès 1309 et qui porte l'oriflamme de France lors de l'expédition du roi de Flandre en 1315. Il meurt  en 1320. Parmi ses enfants, Jean et Louis Herpin d'Erquery sont d'abord chanoines de Beauvais. Jean est ensuite conseiller au parlement de Paris et Louis, évêque de Coutances, de 1347 à 1371. Leur frère ainé, Simon, seigneur d'Erquery, est  maître des requêtes de l'hôtel, puis lieutenant du roi du Languedoc. Son fils Jacques, dit Herpin, seigneur d'Erquery et de Chantilly, après l'évacuation de Creil par les Anglo-Navarrais, est capitaine de cette ville pour le roi de France de 1339 à 1360. Son  successeur pour  la terre d'Erquery est Jean, seigneur de Saint-Sauflieu, dont les descendants possèdent cette seigneurie jusqu'en 1711[a 1].
- Liste des ducs de Fitz-James

### Héraldique
| Blason de Erquery | Blason  | D'argent au lion de gueules.                     |
| Blason de Erquery | Détails | Le statut officiel du blason reste à déterminer. |